# Emiliano Buendía
Emiliano Buendía Stati (Mar del Plata, 1996. december 25. –) argentin–spanyol korosztályos válogatott labdarúgó, az Aston Villa játékosa, de kölcsönben a Bayer Leverkusen színeiben szerepel.

## Pályafutása

### Klubcsapatokban
2009-ben az argentin Cadetes San Martín csapatából került a spanyol Real Madrid egy sikeres próbajátékot követően. 2010-ben a szintén madridi Getafe akadémiájára került. 2014. március 30-án mutatkozott be a második csapatban a Puerta Bonita elleni harmadosztályú bajnoki találkozón. Április 13-án megszerezte első gólját a Peña Sport ellen. 2014. december 5-én lépett első alkalommal pályára a felnőttek között az SD Eibar elleni kupa mérkőzésen Ángel Lafita cseréjeként. 2015. február 1-jén a La Ligában is debütált, az UD Almería csapata ellen. Szeptember 27-én a Levante ellen megszerezte az első bajnoki gólját. 20165. július 5-én 5 évvel meghosszabbította a klubbal a szerződését. 2017. július 27-én egy évre kölcsönbe került a Cultural Leonesa együtteséhez.
2018. június 8-án aláírt az angol Norwich City csapatához 4 évre. Október 27-én megszerezte első gólját az angol másodosztályban a Brentford klubja ellen. A szezon végén a bajnoki címet megnyerte a klubbal, valamint az év játékosa díjának a harmadik helyen végzett. 2021. június 7-én jelentették be, hogy július 1-jétől az Aston Villa csapatába igazolt.

### A válogatottban
2014-ben meghívott kapott a spanyol U19-es labdarúgó-válogatottba, ahol pályára is lépett. 2015-ben pályára lépett a 2015-ös U20-as labdarúgó-világbajnokságon az argentin U20-as válogatott mezében.

## Statisztika
2020. december 5-i állapotnak megfelelően.
| Klub             | Szezon   | Bajnokság          | Bajnokság | Bajnokság | Kupa     | Kupa  | Ligakupa | Ligakupa | Egyéb    | Egyéb | Összesen | Összesen |
| Klub             | Szezon   | Bajnokság          | Mérkőzés  | Gólok     | Mérkőzés | Gólok | Mérkőzés | Gólok    | Mérkőzés | Gólok | Mérkőzés | Gólok    |
| ---------------- | -------- | ------------------ | --------- | --------- | -------- | ----- | -------- | -------- | -------- | ----- | -------- | -------- |
| Getafe B         | 2013–14  | Segunda División B | 5         | 2         | —        | —     | —        | —        | —        | —     | 5        | 2        |
| Getafe B         | 2014–15  | Segunda División B | 26        | 5         | —        | —     | —        | —        | —        | —     | 26       | 5        |
| Getafe B         | 2015–16  | Segunda División B | 3         | 0         | —        | —     | —        | —        | —        | —     | 3        | 0        |
| Getafe B         | Összesen | Összesen           | 34        | 7         | —        | —     | —        | —        | —        | —     | 34       | 7        |
| Getafe           | 2014–15  | La Liga            | 6         | 0         | 5        | 0     | —        | —        | —        | —     | 11       | 0        |
| Getafe           | 2015–16  | La Liga            | 17        | 1         | 0        | 0     | —        | —        | —        | —     | 18       | 1        |
| Getafe           | 2016–17  | Segunda División   | 12        | 2         | 0        | 0     | —        | —        | —        | —     | 13       | 2        |
| Getafe           | Összesen | Összesen           | 35        | 3         | 5        | 0     | —        | —        | —        | —     | 40       | 3        |
| Cultural Leonesa | 2017–18  | Segunda División   | 40        | 6         | 2        | 1     | —        | —        | —        | —     | 42       | 7        |
| Cultural Leonesa | Összesen | Összesen           | 40        | 6         | 2        | 1     | —        | —        | —        | —     | 42       | 7        |
| Norwich City     | 2018–19  | EFL Championship   | 38        | 8         | 0        | 0     | 3        | 0        | —        | —     | 41       | 8        |
| Norwich City     | 2019–20  | Premier League     | 36        | 1         | 2        | 0     | 1        | 0        | —        | —     | 39       | 1        |
| Norwich City     | 2020–21  | Championship       | 12        | 3         | 0        | 0     | 0        | 0        | —        | —     | 12       | 3        |
| Norwich City     | Összesen | Összesen           | 86        | 12        | 2        | 0     | 4        | 0        | —        | —     | 92       | 12       |
| Összesen         | Összesen | Összesen           | 195       | 28        | 9        | 1     | 4        | 0        | 0        | 0     | 208      | 29       |

## Sikerei, díjai
- Norwich City
  - EFL Championship: 2018–19, 2020–21